# Dan Păltinișanustadion
Stadion Dan Păltinișanu is een sportstadion uit Timișoara, Roemenië. Het stadion dient voor verschillende sporten maar is vooral bekend als de thuishaven van voetbalclub FC Timișoara. Het stadion is vernoemd naar Dan Păltinișanu, een gewezen Roemeense voetballer die in 1995 overleed.
Het stadion bestaat sinds 1963 en kan plaatsbieden aan zo'n 40.000 toeschouwers (waarvan 33.000 zitplaatsen). Het is daarmee het grootste stadion uit Roemenië. Het wordt soms ook gebruikt voor niet-sportieve evenementen zoals muziekconcerten. In 2006 trad Shakira in het stadion op.
In 2007 werd aangekondigd dat het stadion vernieuwd zou worden en dat het de bedoeling is om in de toekomst plaats te bieden aan zo'n 50.000 toeschouwers.